# فوياجر (فرقة موسيقية)
فوياجر هي فرقة بروجريسف ميتال أسترالية من مدينة برث تأسست عام 1999، مثلت أستراليا في مسابقة الأغنية الأوروبية 2023.

## روابط خارجية
فوياجر على موقع ميوزك برينز (الإنجليزية)
- فوياجر على موقع أول ميوزيك (الإنجليزية)
- فوياجر على موقع ديسكوغز (الإنجليزية)